# Maserati Quattroporte I
Der Maserati Quattroporte I (werksintern: Tipo AM 107) ist eine viertürige Limousine des italienischen Sportwagenherstellers Maserati, die von Ende 1963 bis Ende 1970 produziert wurde. Der Quattroporte I besetzte als erstes Auto die Nische schneller und großer Limousinen, die später auch von zahlreichen Konkurrenten beansprucht wurde. Er ist das Urmodell einer Modellfamilie, von der seit 2013 bereits die sechste Generation produziert wird. 

## Die Konzeption

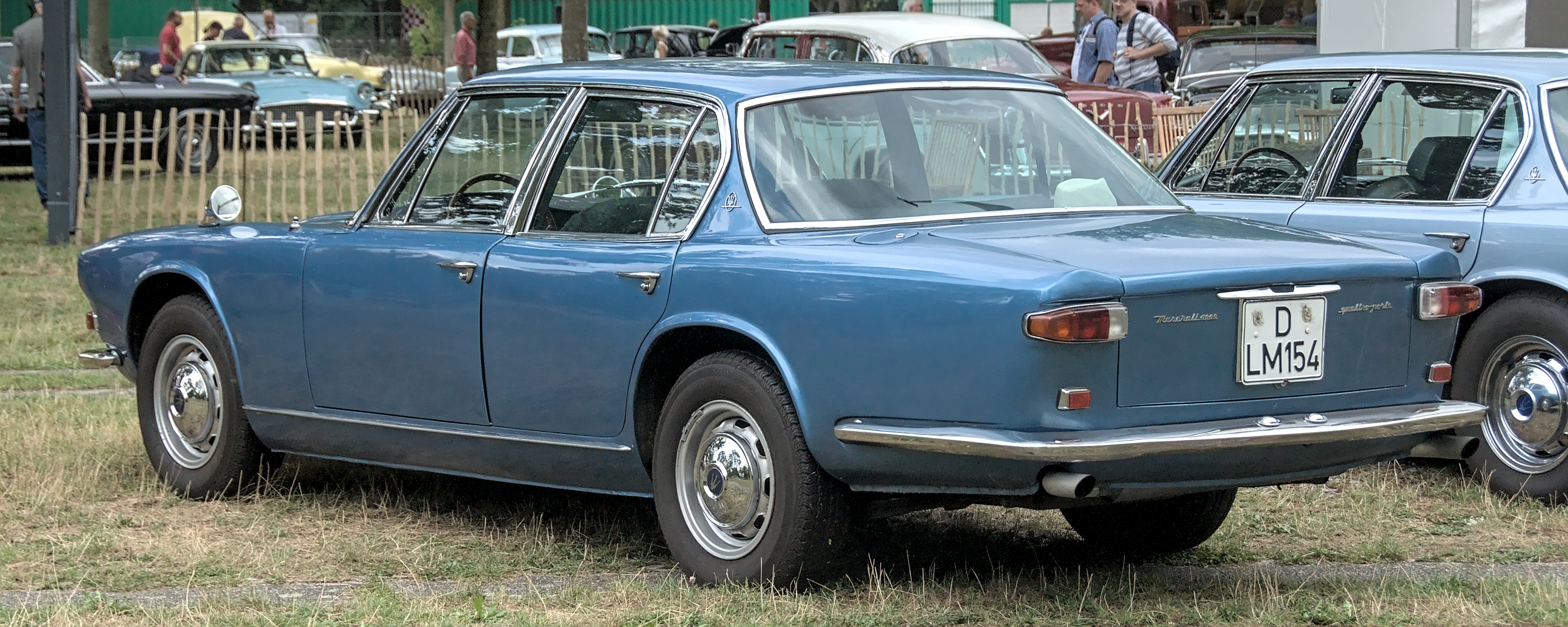
Heckansicht eines Quattroporte

Die Anregung, eine schnelle, viertürige Limousine zu entwickeln, kam Anfang der 1960er Jahre von einigen (vorwiegend amerikanischen) Maserati-Kunden, die zuvor die zweitürigen Gran-Turismo-Coupés 3500 GT und 5000 GT genutzt hatten und Bedarf nach einem größeren, stilvollen Auto anmeldeten. Maseratis Geschäftsleitung war lange Zeit unschlüssig, ob sie diesem Anliegen nachgeben sollte. Adolfo Orsi, Inhaber des Unternehmens, befürwortete die Idee, sein Sohn Omer war indes dagegen. Omer Orsi sah das technische und vor allem das wirtschaftliche Risiko als zu hoch an, da bislang kein vergleichbares Auto entwickelt worden war und der Erfolg eines solchen Produkts kaum einzuschätzen war. Letztlich entschied sich Maseratis Geschäftsleitung für die Entwicklung einer Limousine. Um den Aufwand in Grenzen zu halten, sollte das Auto allerdings eng mit den bisherigen Produkten der Marke verwandt sein.
Als technische Grundlage der Limousine wurde das Fahrgestell des Maserati 5000 GT gewählt, das im Radstand spürbar verlängert wurde. Als Antrieb wurde ein Achtzylinder-Motor verwendet, der neu konstruiert worden war, in seinen Grundzügen aber dem Triebwerk aus dem Maserati 5000 GT entsprach. Der Hubraum betrug zunächst 4,1 Liter, die Leistung belief sich auf 260 PS. Später sollte auch größere und stärkere Version des Triebwerks lieferbar sein. Als Getriebe stand ein manuelles Fünfgang-Getriebe von ZF und eine Dreigang-Automatik von BorgWarner zur Verfügung.
Die Karosserie des Wagens wurde von Pietro Frua entworfen. Nach allgemeiner Ansicht gelang es Frua, einen ebenso würdevollen wie sportlichen Aufbau zu kreieren. Stilistisch war das Design eine Weiterentwicklung des Maserati 5000 GT „Aga Khan“, der 1961 von Frua gestaltet worden war. Die Gürtellinie des Quattroporte war niedrig, die Fahrgastzelle fiel geräumig aus, wirkte aber durch eine großzügige Verglasung und dünne Fahrzeugsäulen sehr leicht. Die Motorhaube fiel zwischen den Frontscheinwerfern deutlich ab und zitierte damit ein gängiges Merkmal des Sportwagenbaus. Vieles von Fruas Quattroporte-Entwurf fand sich einige Jahre später an dem ebenfalls von Frua gestalteten Glas V8 wieder, der aus mancher Perspektive wie eine Coupé-Version des Quattroporte wirkte und deshalb im Volksmund mit einer Mischung aus Respekt und Spott „Glaserati“ genannt wurde.
Insgesamt versuchte Maserati einen Spagat zwischen Sportlichkeit und Luxus. Ausgehend davon, dass eine große Limousine komfortabler sein musste als ein reiner Sportwagen, erhielt der Quattroporte einige Zutaten, auf die Maserati bislang verzichtet hatte: Elektrische Fensterheber waren ebenso verfügbar wie eine Klimaanlage, eine Servolenkung und ein Automatikgetriebe.

## Die Produktion

### Der Prototyp
Das erste Exemplar des Quattroporte wurde im November 1963 anlässlich des Turiner Autosalons der Öffentlichkeit vorgestellt. Das Auto war kurz zuvor in Fruas Turiner Werkstatt hergestellt worden und löste bei den Salonbesuchern große Begeisterung aus.

### Die erste Serie
Ab 1964 begann die Serienproduktion des Quattroporte. Die erste Serie wurde von 1964 bis 1966 hergestellt. Sie ist – jedenfalls bei den für den europäischen Markt bestimmten Fahrzeugen – äußerlich an den rechteckigen Scheinwerfern zu erkennen. Einige der ersten Quattroporte-Modelle wurden vollständig bei Pietro Frua in Turin aufgebaut. Fruas Werkstatt war allerdings nicht auf eine Serienproduktion eingestellt.
Im Laufe des Jahres 1964 wurde der Produktionsprozess daher verändert. Die Karosserie wurde nunmehr bei Maggiora in Moncalieri hergestellt, während die Verbindung mit dem Motor, der Einbau der Inneneinrichtung und die Lackierung von Vignale in Turin durchgeführt wurden. Ausgestattet mit dem 4,1 Liter-Motor, erreichte der Quattroporte eine Höchstgeschwindigkeit von 230 km/h bei manuellem und 210 km/h bei automatischem Getriebe.
Von der ersten Serie wurden insgesamt etwa 260 Exemplare hergestellt.

### Die zweite Serie
Im Laufe des Jahres 1966 wurden einige technische Veränderungen am Fahrwerk vorgenommen. Die in der ersten Serie verwendete De-Dion-Achse wurde durch eine massive Starrachse ersetzt. Laut Maserati erfolgte der Schritt, um einen ruhigeren Lauf des Fahrzeugs auf schlechten Straßen zu ermöglichen. Äußerlich war die zweite Serie an vier Rundscheinwerfern zu erkennen, die für die Belieferung des amerikanischen Marktes notwendig waren. Das Armaturenbrett wurde vollständig überarbeitet; es war nunmehr durchgängig mit Wurzelholz getäfelt. Schließlich wurde die bislang optionale Klimaanlage in die Serienausstattung aufgenommen; damit war Maserati – neben dem Rolls-Royce Silver Cloud – das einzige Auto der Welt, das dieses Detail serienmäßig lieferte.
Eine weitere Änderung ergab sich 1968. Maserati erweiterte das Motorenprogramm um eine 4,7 Liter-Version des bekannten Achtzylinders. Das Triebwerk leistete 290 PS. Zusammen mit einer Reduzierung des Gewichts ergab sich eine Höchstgeschwindigkeit von 255 km/h. Der Quattroporte war damit die (mit Abstand) schnellste Limousine seiner Zeit.
In der zweiten Serie des Quattroporte wurden 510 Exemplaren produziert. Im Laufe des Jahres 1970 (nach anderen Quellen: 1971) wurde die Produktion des Quattroporte eingestellt. Einen unmittelbaren Nachfolger gab es zunächst nicht. Erst 1974 stellte Maserati den Quattroporte II vor, eine im Vergleich zur ersten Serie deutlich kleinere, auf dem Citroën SM basierende Limousine mit Frontantrieb, die in nur 13 Exemplaren hergestellt wurde. Erst der 1976 vorgestellte und ab 1979 in Serie produzierte Quattroporte III, der technisch auf dem De Tomaso Deauville basiert, knüpfte wieder an die Tradition der 1960er Jahre an.

### Sondermodell: Quattroporte Tipo AM121

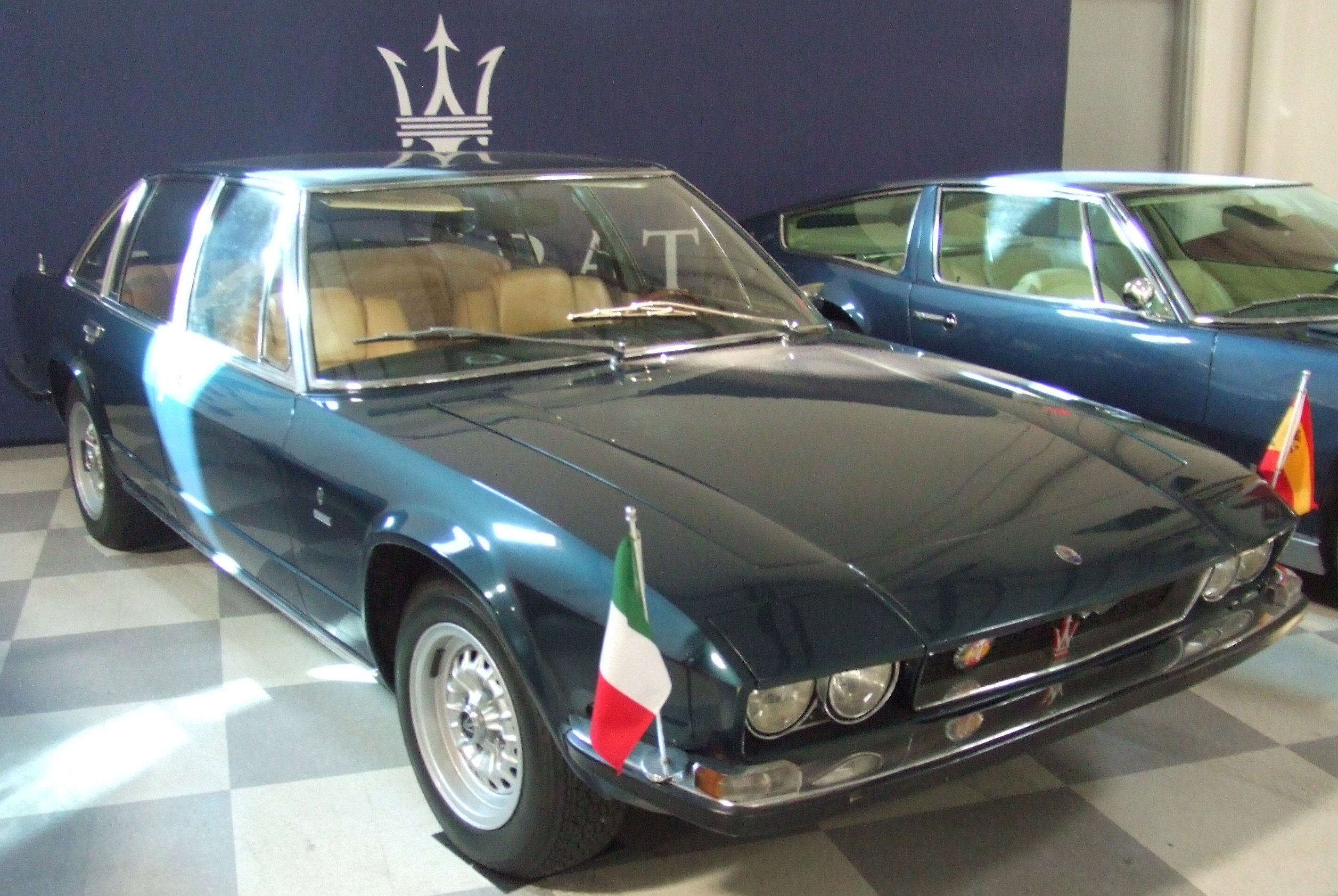
Einer von zwei Quattroporte AM121 neben einem Maserati Indy

Im Oktober 1971 stellte Pietro Frua auf dem Pariser Autosalon eine als Quattroporte bezeichnete viertürige Limousine mit eigenständiger Karosserie vor. Der Wagen wird werksintern als Tipo AM121 bezeichnet. Der AM121 war zeitweise als Nachfolger des veralteten Maserati Quattroporte I im Gespräch. Eine Serienproduktion kam allerdings nicht zustande; Frua baute lediglich zwei oder drei Exemplare, die jeweils auf der Bodengruppe des Maserati Indy basieren und auch dessen Antriebstechnik verwenden. Beide Autos unterscheiden sich nur in Details voneinander. Der 1971 gezeigte Prototyp (AM 121.002) wird vielfach mit dem späteren spanischen König Juan Carlos I. in Verbindung gebracht; dass das Auto tatsächlich ihm gehörte, lässt sich allerdings nicht zweifelsfrei belegen. 1974 – nachdem eine Serienproduktion des Modells bereits abgelehnt worden war – baute Frua ein zweites Auto (AM 121.004) auf, das Karim Aga Khan IV. in Auftrag gegeben hatte. Beide Autos existieren noch; sie sind im Laufe der Jahre jeweils durch die Hände verschiedener Sammler gegangen. Darüber hinaus halten sich Spekulationen über einen dritten AM 121, der in den 1980er-Jahren in Spanien gestanden haben und später bei einem Unfall ausgebrannt sein soll. Belege, die über vereinzelte Zeugenaussagen hinausgehen, gibt es dafür allerdings nicht.

## Bekannte Quattroporte-Fahrer
Der Maserati Quattroporte I war ein Fahrzeug, das von vielen Filmstars, aber auch von Politikern gefahren wurde. Zu den Besitzern eines Quattroporte I gehören beispielsweise Peter Ustinov, der gleich zwei Fahrzeuge kaufte, ferner Marcello Mastroianni, Stewart Granger, Anthony Quinn, Leonid Iljitsch Breschnew, Fürst Rainier III. von Monaco und Conte Giovanni Volpi di Misurata, der Gründer des Rennstalls Scuderia Serenissima und des Rennwagenherstellers Automobili Serenissima.

## Konkurrenten
- Iso Fidia
- Jaguar Mark X
- Lagonda Rapide
- Mercedes-Benz 300 SEL 6,3
- Rolls-Royce Silver Shadow und Bentley T 1